# 라일리 스미스
라일리 스미스(Riley Smith, 1978년 4월 12일 ~ )는 미국의 배우이다.

## 출연 작품
- 프리퀀시 (2016)
- 10,000 데이즈 (2014)
- 딜리버런스 크리크 (2014)
- 더 서클 (2014)
- 쉬린 인 러브 (2014)
- 크리스마스 인 콘웨이 (2013)
- 선데이즈 마더 (2012)
- 갤로워커:블레이드의 귀환 (2012)
- 더 플레이보이 클럽 (2011)
- 서바이벌 워 (2011)
- 플랜 B (2010)
- 메이크 해픈 (2008)
- 웨폰스 (2007)
- 스노우 보드맨 (2007)
- 스프링 브레이크 샤크 어택 (2005)
- 뉴욕 미니트 (2004)
- 조안 오브 아카디아 (2003)
- 내 사랑 포르노 (2003)
- 라디오 (2003)
- 프릭스 (2002)
- 모토크로시드 (2001)
- 섹스 아카데미 (2001)
- 부두 아카데미 (2000)
- 브링 잇 온 (2000)
- 러버스 레인 (1999)

### 텔레비전
- 프릭스 앤 긱스 (2000)
- Once and Again (2000-01)
- 이스트윅 (2002, Eastwick) - 파일럿 에피소드, 편성 불발
- 썸머랜드 (2004)